# Wu Jianmin
Wu Jianmin (30 maart 1939 – 18 juni 2016) was een Chinees diplomaat.

## Biografie
Wu werd in 1991 woordvoerder van het Chinese ministerie van buitenlandse zaken. Tussen 1994 en 2003 was hij ambassadeur van China in Nederland. Hij werkte ook voor de Verenigde Naties in Frankrijk en Genève. Tussen 2003 en 2008 was hij voorzitter van de Chinese Universiteit voor Buitenlandse Zaken.
Hij overleed in 2016 op 77-jarige leeftijd in een auto-ongeval.